# United Jewish People
L'United Jewish People  ou United Jewish People OrderSouvent simplement désigné en français par UJPO   est une organisation juive laïque radicale du Canada. Ses fondements pour affirmer l'identité juive sont le socialisme, la laïcité et la  culture juive plutôt que les croyances religieuses. Ce mouvement a eu une grande responsabilité dans la création du Congrès juif canadien (1919) et dans l'animation de syndicats ouvriers et de services d'aide aux plus démunis. 

## Aperçu
L'UJPO compte aujourd'hui près de 1 820 membres. C'est actuellement une mouvance minoritaire parmi les 315 120 Juifs vivant au Canada. La philosophie de l'UJPO est proche de l'agnosticisme en faisant référence à l'histoire des Juifs, à leur culture, et à leurs valeurs éthiques plutôt qu'à la religion juive. L'UJPO a actuellement des communautés locales à Winnipeg, Vancouver et Toronto.  La communauté UJPO la plus importante se situe à Toronto où près de 1 000 Juifs y adhèrent : le Centre Winchevsky, le Morris Winchevsky School, le Toronto Jewish Folk Choir, le groupe folklorique The Travellers, le Camp Naivelt à Brampton sont les principales institutions du mouvement à Toronto. Par ailleurs la communauté UJPO de Vancouver publie la revue Outlook.
L'UJPO est affiliée au Congrès juif canadien, à la  Canadian Peace Alliance ou L'Alliance canadienne pour la paix (CPA/ACP), au Congress of Secular Jewish Organizations (mouvement juif radical aux États-Unis), et au International Institute for Secular Humanistic Judaism

## Histoire
Les débuts remontent aux années 1910 avec l'arrivée d'immigrants juifs radicaux venus d'Europe orientale. L'UJPO évolue à partir de l'Arbeiter Ring. Cette mouvance laïque est précurseur de la fondation du Congrès Juif Canadien en 1919 et de la création de la Ligue du travail en 1926. L'United Jewish People est pendant de nombreuses années associée au Parti communiste du Canada ou du moins aux militants juifs qui y adhèrent. À son apogée dans les années 1940 et 1950, l'UJPO a près de 2500  adhérents à l'échelle nationale du Canada avec des communautés locales à Toronto et Hamilton en Ontario, à Calgary en Alberta, à Winnipeg au Manitoba, à Vancouver en Colombie-Britannique et à Montréal au Québec. 
Les Juifs appartenant au UJPO furent persécutés pendant la guerre froide. Le 27 janvier 1950, la communauté UJPO de Montréal est assiégée par les forces policières. Les 21 officiers de police détruisent alors des livres, des objets personnels et documents appartenant à des membres du UPJO. Ces policiers agissant en toute légalité sous la  Loi du cadenas de  Maurice Duplessis. Ce qui permet aussi la fermeture forcée des locaux de la Communauté UJPO de Montréal. La Communauté UJPO de Montréal ne se relèvera pas de ce climat d'antisémitisme. La majorité de ses membres quitteront Montréal pour se réfugier à Toronto où ils seront accueillis chez les membres UJPO. Le silence du Congrès Juif canadien (CJC) sur cette rafle policière est révélateur. Le 29 avril 1951, dans une réunion présidée par le président du Congrès Juif Canadien, Samuel Bronfman, le Comité exécutif du CJC affirme que « [nous] ne croyons pas que la fermeture de l'UJPO soit un problème juif ». Un peu plus tard en 1951, l'UJPO est expulsé du Congrès Juif Canadien, tout en étant, à l'époque, la plus grande organisation juive de solidarité sociale à travers le Canada. L'UJPO ne sera réadmis dans le Congrès juif canadien qu'en 1995. 
L'expulsion de 1951 créa une situation difficile pour de nombreux Juifs dans l'ouest du pays. Une bonne illustration de cette division a lieu lors des commémorations de l'Holocauste à Winnipeg au cours des années suivantes.De son côté le UJPO rompt ses sympathies pour le Parti ouvrier progressiste lors de la crise hongroise de 1956. Cette rupture intervient à la suite des persécutions faites aux écrivains et intellectuels juifs dans les institutions culturelles soviétiques. Depuis cette mouvance juive a survécu et se concentre dans 3 villes du Canada anglais.